# Mưa nguồn
Mưa nguồn là tập thơ đầu tay, cũng là tập thơ nổi tiếng nhất của Bùi Giáng (trung niên thi sĩ). 

## Tác phẩm
Tập thơ này in lần đầu năm 1963 tại nhà in Sơ Khai (Sài Gòn). Cho đến nay đã tái bản lại vài lần, riêng trong lần tái bản năm 1994, tác giả có sửa chữa những lỗi ấn loát.
Theo như tác giả ghi ở trang 3, thì "Mưa nguồn" là để "tặng ba người con gái chiêm bao ở bờ cỏ Phi Châu". Tập thơ không có bài tựa, tác giả dẫn dắt người đọc vào bằng những câu thơ lục bát:
Xin chào nhau giữa con đường
Mùa xuân phía trước miên trường phía sau
Phần tác phẩm gồm có 139 bài, sáng tác từ thập niên 1950 tới năm 1963, bằng các thể loại: Thơ 8 chữ (nhiều nhất), thơ lục bát, thơ thất ngôn, thơ tự do:
| - Cỏ hoa hồn du mục - Những cành mai - Gió bão tây nam - Biểu tượng sơ nguyên - Sầu lục tỉnh - Ngủ dài - Sầu ca sĩ - Áo xanh - Hẹn ước - Thế kỷ - Không đủ gọi - Màu thanh thiên mở - Chào nguyên xuân - Phượng - Phụng hiến - Buổi hội - Mùa phượng cũ - Về giữa ngọ - Nhỏ dại - Mái hiên - Người đi đâu - Màu xuân - Bờ xuân - Em về - Bờ lúa - Em đi về giữa - Trò chuyện - Sẽ đi - Người về - Bỏ trần gian | - Người xuống - Bờ mấy - Bờ nguớc lũ - Không bờ - Em quên - Chiều - Hang rừng - Vì bữa đó - Vỗ về - Phương hà - Giòng sông - Tiếng vọng - Kể chuyện - Xuân thu trang phượng - Phương tây - Xuân xanh - Trở lại - Thiếu phụ trở về - Màu trời đó - Một buổi trưa 1 - Một buổi trưa 2 - Chiêm bao - Nguyễn Huệ - Anh đi về giữa - Hận - Đi tìm - Hoàng hậu - Nausicaa - Judith - Chỗ này | - Ngày xưa - Người điên - Ngoài trung - Chào thu Lục tỉnh - Miền Nam - Bên miền - Anh về Bình dương - Ruộng Bình dương - Xuân Bình dương - Giã từ Đà lạt - Thưa em Sài gòn - Tuổi trẻ - Lá thổi như bay - Mưa về phương ấy - Hư vô và vĩnh viễn - Ly tao - Ly tao 2 - Ly tao 3 - Nhan sắc hôm nay - Không đề - Khép mắt - Người hải nội - Người hải ngoại - Xuân thôn nữ - Hương bay suối cũ - Tặng bạn - Và màu xuân đó - Cỏ - Hươu - Tượng số | - Tượng số 2 - Tượng số thiên nhiên - Nhe răng - Hiện thể - Giòng sông trắng - Trời bữa đó - Sóng - Đứng lại - Không đề - Về buôn bán - Đổ quán - Thưa - Gái buồn - Ngủ yên - Nghe - Nắng buồn - Tiếng nói - Kỷ niệm - Chiều hôm phố thị - Tóc bạc - Thu mộng - Ca dao - Bỏ hai chân - Mở cây cối - Mọc cỏ - Mở hai hàng cỏ - Không đề - Nỗi lòng Tô Vũ - Anh lùa bò vào đồi sim trái chín - Tàn nhẫn | - Mắt buồn - Nhìn cổ lục - Bữa trước - Bữa nay - Bây giờ - Thiếu nữ - Bữa hôm nay - Trong vườn - Trời nam Việt - Lời Hàn Mạc Tử - Kim Trọng tại sao - Thư xuân - Đá lạnh - Không nói nữa - Hôm qua mộng - Lời xuân - Từ kỷ niệm đầu - Mai sau em về |